# جاجا سيلفا
جاجا سيلفا (بالبرتغالية: Jája Silva‏) (12 نوفمبر 1998 في البرازيل - ) هو لاعب كرة قدم برازيلي في مركز الجناح لعب سابقاً في نادي النصر الإماراتي و نادي دبا الفجيرة.

## وصلات خارجية
- جاجا سيلفا على موقع رابطة كرة القدم اليابانية للمحترفين (اليابانية)
- جاجا سيلفا على موقع Soccerway.com (الإنجليزية)
- جاجا سيلفا على موقع عالم كرة القدم.نت (الإنجليزية)